# Glenea flava
Glenea flava är en skalbaggsart som beskrevs av Jordan 1895. Glenea flava ingår i släktet Glenea och familjen långhorningar.
Artens utbredningsområde är Laos. Inga underarter finns listade i Catalogue of Life.